# Cotinis orientalis
Cotinis orientalis är en skalbaggsart som beskrevs av Deloya och Brett C.Ratcliffe 1988. Cotinis orientalis ingår i släktet Cotinis och familjen Cetoniidae. Inga underarter finns listade i Catalogue of Life.